# دن ویلارد
دن ویلارد (انگلیسی: Dan Willard؛ – ۲۰۲۳) دانشمند رایانه، و فیلسوف اهل ایالات متحده آمریکا بود.

## مشارکت‌ها
اگرچه ویلارد به عنوان یک ریاضیدان آموزش دیده و به عنوان یک دانشمند کامپیوتر به کار گرفته شده‌است، اما پراستنادترین نشریه ویلارد در زیست‌شناسی فرگشتی است. در سال ۱۹۷۳، ویلارد با رابرت تریورز زیست‌شناس، فرضیه تریورز-ویلارد را منتشر کرد که پستانداران ماده می‌توانند نسبت جنسی فرزندان خود را کنترل کنند. از نظر تکاملی برای زنان سالم‌تر یا با وضعیت بالاتر، داشتن فرزندان نر بیشتر و برای زنان کمتر سالم یا پایین‌تر، داشتن فرزندان ماده بیشتر مفید است.